# ムザーヒム・サアブ・ハサン
ムザーヒム・サアブ・ハサン・アッ＝ティクリーティー（مزاحم صعب حسن التكريتي　Muzahim Saab Hassan Al-Tikriti）（1946年又は1949年又は1960年？）は、イラクの元軍人。元イラク防空軍司令官。空軍中将。
ティクリート郊外のアル＝アウジャ出身で、サッダーム・フセインの継父イブラーヒーム・ハサンの兄弟サアブ・ハサンの息子。サッダームの従兄弟に当たる。
1990年にハーミド・シャアバーン将軍の後を継いで、空軍司令官兼防空軍司令官に就任。伝えられているところでは、クウェート侵攻については、懸念を表明したとされる。　ソ連（当時）のインターファクス通信はムザーヒムが、それを理由にサッダームの命により処刑された、という記事を発表したが、モスクワのイラク大使館に否定されている。
ただし、湾岸戦争中は、イラク空軍も防空軍も充分な役割を果たすことが出来ず、湾岸戦争後に、ムザーヒムは防空軍司令官の職を退いたが、空軍司令官の地位には1995年まで務めた。1997年には民兵組織「フェダーイーン・サッダーム」の副司令官となり、軍事工業省次官も務めた。
しかし、イラク戦争下の2003年3月30日、イラク防空軍はムザーヒムの司令官解任を発表した。理由として、ムザーヒム配下の防空軍が、アメリカの空爆に対して効果的な撃退をしていないことを挙げたが、英国の諜報機関は米軍機に向けて発射された防空軍のミサイルが、誤ってバグダードの住宅街に着弾し、大勢の市民が死亡したことが原因と分析している。 
フセイン政権崩壊後の03年4月23日、ムザーヒムはアメリカ軍によって拘束された。2005年6月13日に、イラク検察当局によりイラク南部の湿地帯に住む「マーシュ・アラブ人」の大量虐殺に関与したとして起訴された。
2012年4月に釈放。